# 1005 w polityce

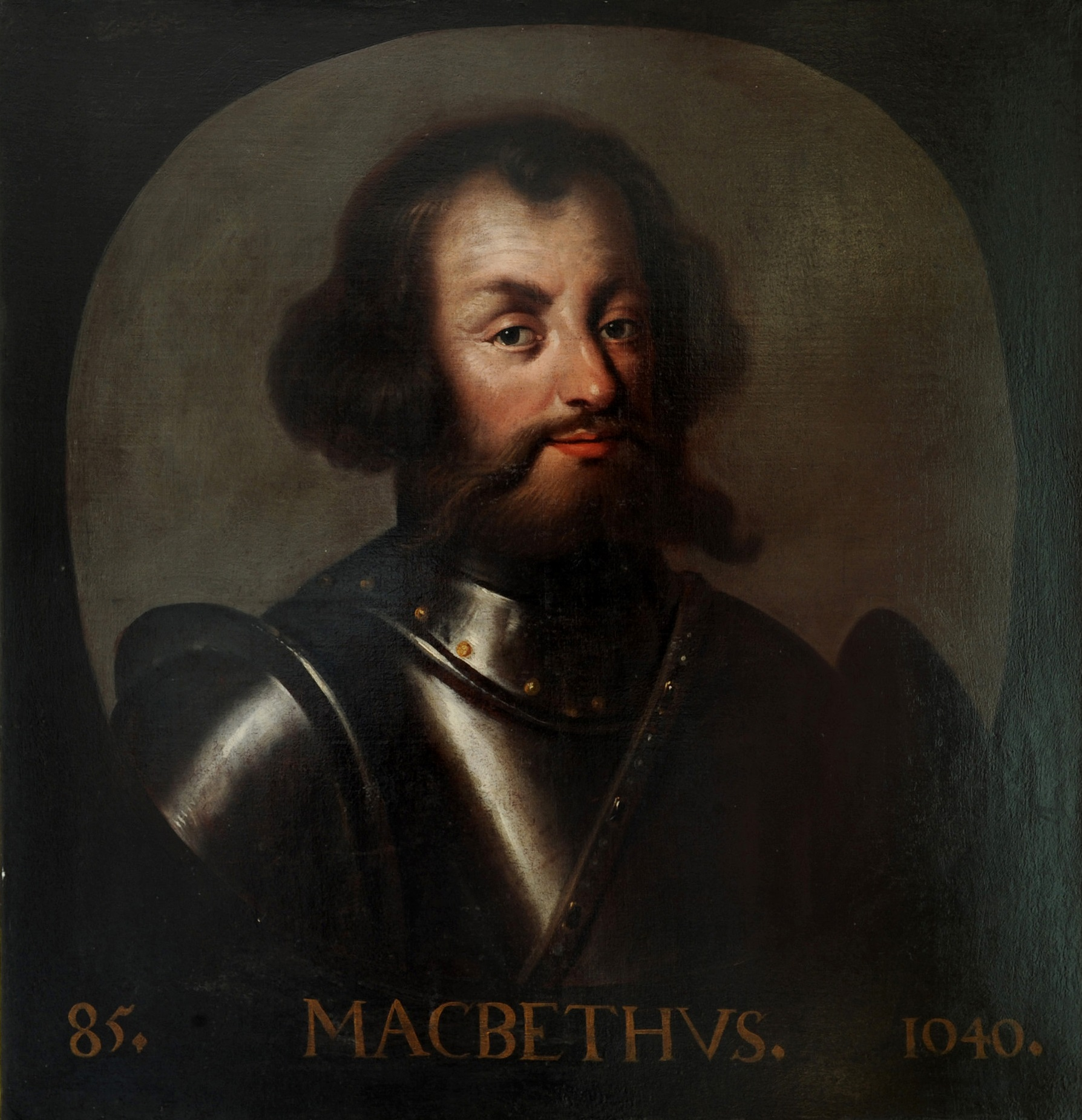
Jacob Jacobsz de Wet II, Makbet, król Szkocji

Wydarzenia polityczne w 1005 roku.

## Wydarzenia
- 25 marca Kenneth III, król Szkocji, ginie w bitwie pod Monzievaird[1][2].
- Król Niemiec Henryk II dociera zbrojnie pod Poznań (z pomocą Czechów i Wieletów), Polska traci Milsko i Łużyce[3][4].
- Wieleci przepędzają z Kołobrzegu bpa Reinberna[3].

## Urodzili się
- Makbet, król Szkocji (zm. 1057)[5][6][7].

## Zmarli
- Lê Hoàn, cesarz Wietnamu, założyciel dynastii Le[8].